# Кумакоґен

Кумако́ґен (яп. 久万高原町, くまこうげんちょう, МФА: [kuma koːgen t͡ɕoː]?) — містечко в Японії, в повіті Камі-Укена префектури Ехіме. Розташоване в центрально-східній частині префектури. Отримало статус містечка 2004 року. Площа становить 583,66 км². Станом на 1 липня 2012 року населення складало 9290  осіб, густота населення — 15,9 осіб/км².   